# Union française pour le suffrage des femmes

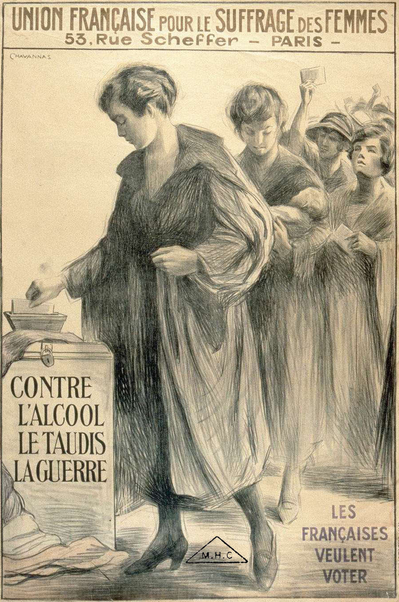
Union française pour le suffrage des femmes (1909, Poster)

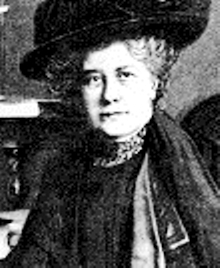
Jeanne Schmal 1909

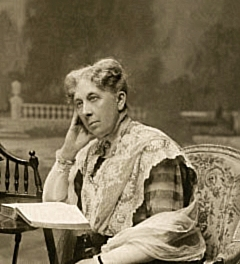
Marguerite de Witt-Schlumberger

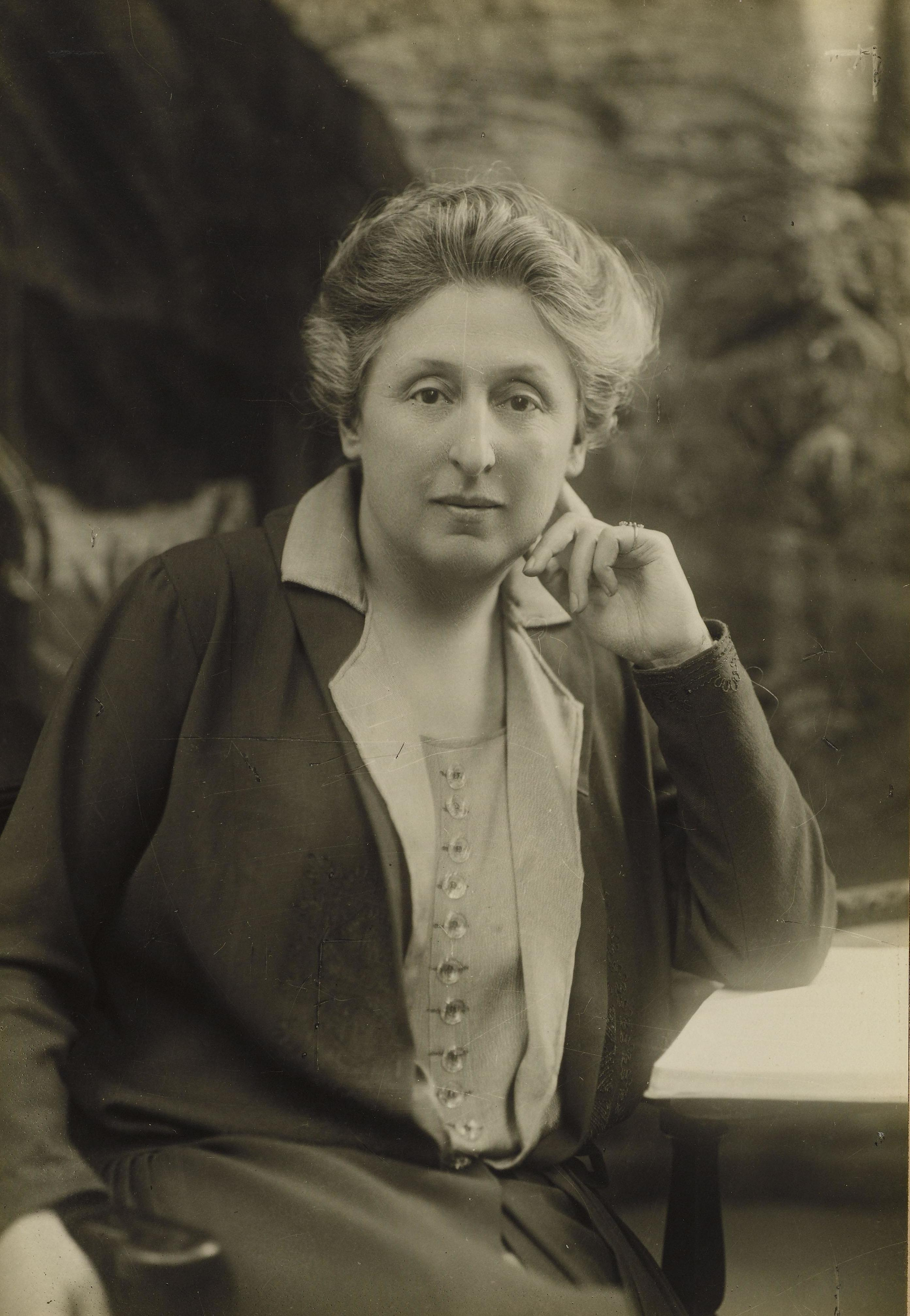
Cécile Brunschvicg

Die Union française pour le suffrage des femmes (Französische Union für das Frauenstimmrecht, UFSF) war der französische Zweig der International Alliance of Women (Internationale Allianz der Frauen). Sie wurde 1909 von Jeanne Schmahl mit Unterstützung der Wochenzeitung La Française und ihrer Direktorin Jane Misme gegründet. Sie war die wichtigste der Organisationen in Frankreich, die bis 1940 das Frauenwahlrecht forderten.

## Geschichte
Die UFSF stellte eine weniger militante und breiter akzeptierte Alternative zur Organisation Suffrage des femmes von Hubertine Auclert dar; die meisten ihrer Mitglieder stammten aus bürgerlichen oder intellektuellen Kreisen. Wie Anfang 1909 in La Française veröffentlicht wurde, bestand das einzige Ziel darin, das Frauenwahlrecht auf legalem Wege zu erreichen. Die Gründungsversammlung mit 300 Frauen fand im Februar 1909 statt. Präsidentin wurde Marguerite de Witt-Schlumberger; sie hatte das Amt bis zu ihrem Tod 1924 inne. Cécile Brunschvicg wurde zur Generalsekretärin gewählt und folgte Witt-Schlumberger als Präsidentin nach. Eliska Vincent wurde ehrenamtliche Vizepräsidentin. Im April 1909 wurde die UFSF vom Kongress der International Woman Suffrage Alliance in London offiziell als Vertreterin der französischen Stimmrechtsbewegung anerkannt.
Die UFSF breitete sich schnell aus, als Brunschwicg durch die Provinzen reiste und Vorträge über Feminismus hielt, und feministische Lehrerinnen gründeten lokale Gruppen. Sarah Monod, die Präsidentin des Conseil national des femmes françaises und Jeanne Mélin, Mitglied der sozialistischen Partei Section française de l’Internationale ouvrière, traten der UFSF bei. Louise Bodin, die später eine wichtige Rolle in der Kommunistischen Partei Frankreichs spielen sollte, gehörte im März 1913 zu den Gründern einer UFSF-Ortsgruppe im Département Ille-et-Vilaine. Bis 1914 zählte die UFSF 12.000 Mitglieder in 75 französischen Departements. Zu ihrer Strategie gehörte die Zusammenarbeit mit Abgeordneten, die das Frauenwahlrecht befürworteten wie Ferdinand Buisson, und ein schrittweiser Prozess der Einführung des Wahlrechts, beginnend mit der Stimmabgabe bei Kommunalwahlen.
Das allgemeine Wahlrecht für Männer wurde 1848 eingeführt. Im April 1914 beteiligte sich die UFSF an dem von Marguerite de Witt-Schlumberger organisierten Plebiszit mit Wahlurnen, die in Kiosken und an anderen öffentlichen Orten aufgestellt wurden. 505.972 Stimmzettel kreuzten „Ich möchte abstimmen“ an, 114 waren negativ. Die UFSF war zwar generell gegen militante Demonstrationen, beteiligte sich aber an der Condorcet-Demonstration mit 6.000 Teilnehmern. Diese wurde am 5. Juli 1914 in Paris von der Journalistin Séverine organisiert, wenige Wochen vor Ausbruch des Ersten Weltkriegs.
Während des Ersten Weltkriegs setzte die UFSF ihre Kampagne für das Wahlrecht aus und unterstützte die Regierung. Nach dem Krieg ging man davon aus, dass die Regierung den Frauen in Anerkennung ihrer Verdienste während des Krieges das Wahlrecht gewähren würde und tatsächlich verabschiedete die Abgeordnetenkammer 1919 ein Gesetz über das Frauenwahlrecht. Der Senat blockierte das Gesetz jedoch und blockierte es auch jedes Mal, wenn es erneut eingebracht wurde. Am 20. Mai 1919 stimmte die Abgeordnetenkammer mit 329 zu 95 Stimmen für das Frauenwahlrecht, wurde aber vom Senat blockiert. Die Abgeordneten stimmten erneut für das Frauenwahlrecht am 7. April 1925 (389 zu 140), am 12. Juli 1927 (396 zu 94), am 21. März 1932 (446 zu 60), am 1. März 1935 (453 zu 124) und am 30. Juli 1936 (495 zu 0). Jedes Mal blockierte der Senat den Antrag.
Als Reaktion auf diesen Widerstand des Senats arbeitete die UFSF für kurze Zeit mit der militanteren Louise Weiss zusammen, blieb aber insgesamt gemäßigt und bemühte sich weiterhin um Verbündete unter den Abgeordneten. Brunschwicg stand weiterhin an der Spitze der UFSF, die nach 1922 expandierte und 1928 bereits 100.000 Mitglieder zählte. 1936 ernannte Premierminister Léon Blum Brunschwicg zum Staatssekretär für das nationale Bildungswesen. Während des Zweiten Weltkriegs war die UFSF nicht aktiv. Als General Charles de Gaulle 1944 das Frauenwahlrecht einführte, beschloss Brunschwicg, die UFSF nicht wiederzubeleben.